# Valentinianisme
 (novembre 2023).
La mise en forme du texte ne suit pas les recommandations de Wikipédia : il faut le « wikifier ».
Les points d'amélioration suivants sont les cas les plus fréquents. Le détail des points à revoir est peut-être précisé sur la page de discussion.
- Les titres sont pré-formatés par le logiciel. Ils ne sont ni en capitales, ni en gras.
- Le texte ne doit pas être écrit en capitales (les noms de famille non plus), ni en gras, ni en italique, ni en « petit »…
- Le gras n'est utilisé que pour surligner le titre de l'article dans l'introduction, une seule fois.
- L'italique est rarement utilisé : mots en langue étrangère, titres d'œuvres, noms de bateaux, etc.
- Les citations ne sont pas en italique mais en corps de texte normal. Elles sont entourées par des guillemets français : « et ».
- Les listes à puces sont à éviter, des paragraphes rédigés étant largement préférés. Les tableaux sont à réserver à la présentation de données structurées (résultats, etc.).
- Les appels de note de bas de page (petits chiffres en exposant, introduits par l'outil «  Source ») sont à placer entre la fin de phrase et le point final[comme ça].
- Les liens internes (vers d'autres articles de Wikipédia) sont à choisir avec parcimonie. Créez des liens vers des articles approfondissant le sujet. Les termes génériques sans rapport avec le sujet sont à éviter, ainsi que les répétitions de liens vers un même terme.
- Les liens externes sont à placer uniquement dans une section « Liens externes », à la fin de l'article. Ces liens sont à choisir avec parcimonie suivant les règles définies. Si un lien sert de source à l'article, son insertion dans le texte est à faire par les notes de bas de page.
- La présentation des références doit suivre les conventions bibliographiques. Il est recommandé d'utiliser les modèles {{Ouvrage}}, {{Chapitre}}, {{Article}}, {{Lien web}} et/ou {{Bibliographie}}. Le mode d'édition visuel peut mettre en forme automatiquement les références.
- Insérer une infobox (cadre d'informations à droite) n'est pas obligatoire pour parachever la mise en page.

Pour une aide détaillée, merci de consulter Aide:Wikification.
Si vous pensez que ces points ont été résolus, vous pouvez retirer ce bandeau et améliorer la mise en forme d'un autre article.
 (janvier 2024).

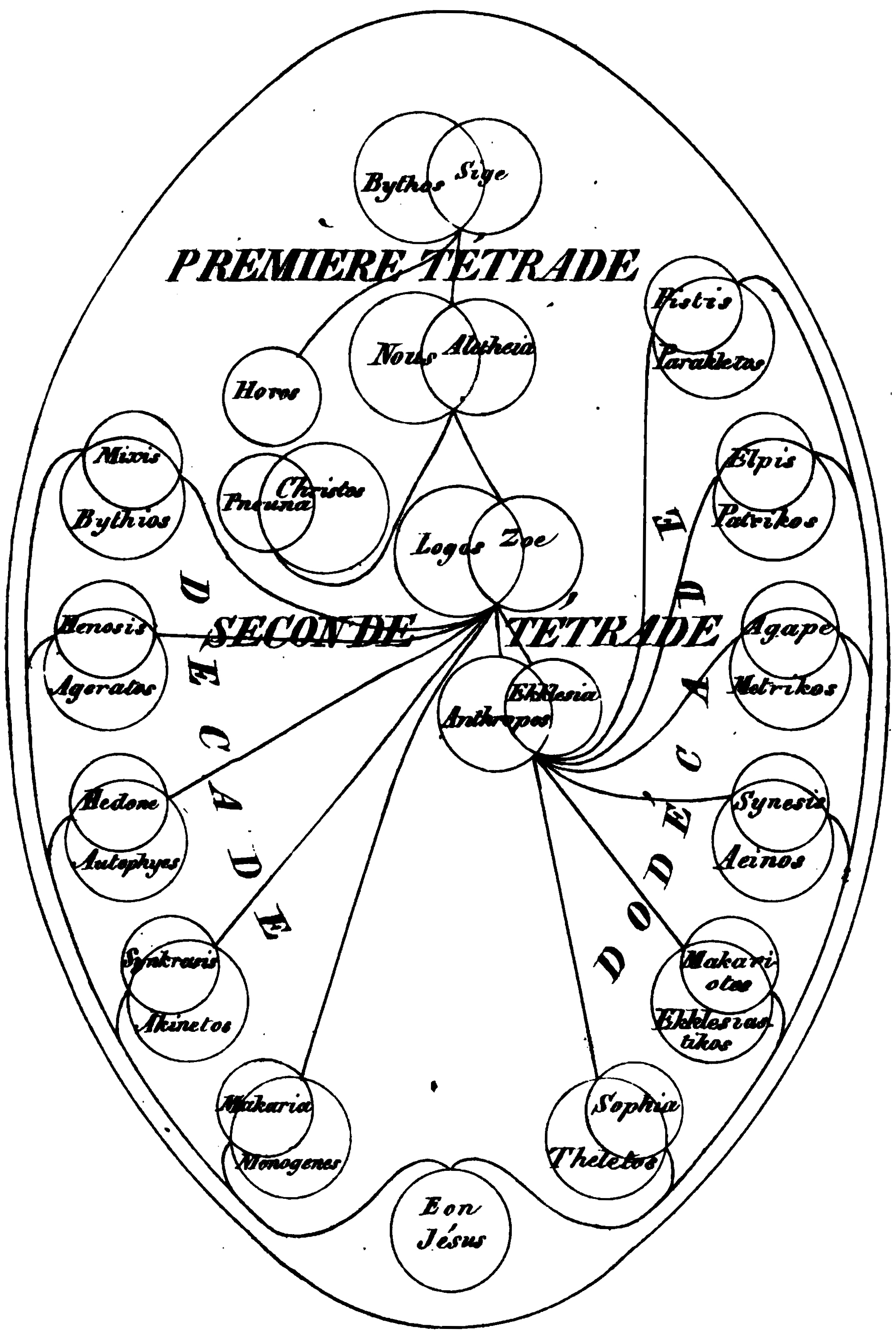
Plérome de Valentin, de Histoire critique du Gnosticisme ; Jacques Matter, 1826, Vol. II, planche II.

Le valentinianisme ou valentinisme est l'un des principaux mouvements chrétiens gnostiques issus du christianisme officiel, fondé par Valentin au IIe siècle ; ses adeptes sont désignés sous le nom de Valentiniens. L'influence de ce mouvement s'est largement étendue, non seulement à Rome, mais aussi de l'Afrique du Nord-Ouest à l'Égypte en passant par l'Asie Mineure et la Syrie à l'Est. Plus tard dans l'histoire du mouvement, il s'est divisé en une école orientale et une école occidentale. Les disciples de Valentin ont continué à être actifs jusqu'au IVe siècle après J.-C., après que l’empereur romain Théodose Ier eut publié l'édit de Thessalonique en 380 après J.-C., qui déclarait le christianisme de Nicée comme l'Église d'État de l'Empire romain.
La doctrine, les pratiques et les croyances de Valentin et du mouvement gnostique qui porte son nom ont été condamnées comme hérétiques par les dirigeants et les érudits chrétiens proto-orthodoxes. Plusieurs théologiens tels qu'Irénée de Lyon, Hippolyte de Rome ou Tertullien ont écrit contre ce mouvement gnostique. Les premiers dirigeants de l'Église ayant encouragé la destruction des textes gnostiques, la plupart des textes de la théorie valentinienne proviennent de ses critiques et détracteurs, notamment Irénée.

## Histoire
Valentinus est né vers 100 apr. J.-C. et est mort à Alexandrie après 160 apr. J.-C. Selon l'érudit chrétien Épiphane de Salamine, il est né en Égypte et a fait ses études à Alexandrie, où enseignait le gnostique Basilide. Cependant, Clément d'Alexandrie, un autre érudit et enseignant chrétien, rapporte que Valentinus a reçu l'enseignement de Theudas, un disciple de l'apôtre Paul. Il était réputé pour être un homme extrêmement éloquent, doté d'un grand charisme et d'une capacité innée à attirer les gens. Il se rendit à Rome entre 136 et 140 après J.-C., à l'époque du pape Hyginus, et avait atteint le sommet de sa carrière d'enseignant entre 150 et 155 après J.-C., à l'époque de Pie. Pendant un certain temps, au milieu du IIe siècle, il fut même un membre éminent et respecté de la communauté chrétienne de Rome. À un moment donné de sa carrière, il avait même espéré accéder au poste d'évêque, et apparemment c'est après avoir été écarté de ce poste qu'il a rompu avec l'Église. On disait que Valentinus était un écrivain prolifique ; cependant, les seuls vestiges survivants de son œuvre proviennent de citations transmises par Clément d'Alexandrie, Hippolyte et Marcellus d'Ancyre. La plupart des érudits croient également que Valentin a écrit l’Évangile de la vérité, l'un des textes de la bibliothèque de Nag Hammadi découvert en 1945.
Les Valentiniens notables comprenaient Héracléon, Ptolémée le Gnostique, Florinus, Axionicus et Théodote de Byzance.

## Le système valentinien
La théologie qu'Irénée attribuait à Valentin est extrêmement compliquée et difficile à suivre. Il existe un certain scepticisme parmi les érudits quant au fait que le système soit réellement originaire de lui et beaucoup pensent que le système qu'Irénée contrecarrait était la construction des Valentiniens ultérieurs notamment les disciples de Ptolémée qui fut lui-même disciple de Valentin.

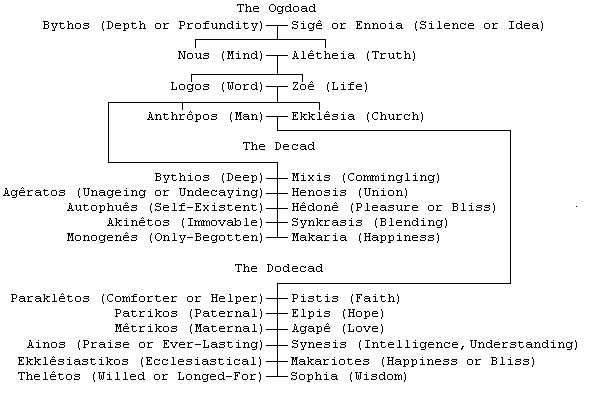

### Éons
La superstructure du système céleste, le monde céleste des Eons, est résumée ainsi :
Les éons appartiennent au monde purement idéal, nouménal, intelligible ou suprasensible ; ils sont immatériels, ce sont des idées hypostatiques. Avec la source d'où ils émanent, ils forment le Plérôme. Le passage de l'immatériel au matériel, du nouménal au sensible, est provoqué par un défaut, ou une passion, ou un péché, chez la femme, l’Eon Sophia, dernier Eon de la chaîne d’émanation des trente éons.
Épiphane allègue que les Valentiniens « exposent leurs trente éons de manière mythologique, pensant qu'ils se conformaient aux années de Jésus ». Parmi les huit êtres célestes de l'Ogdoade, quatre sont propres au système Valentinien. La troisième paire d'Éons, Logos et Zoé, n'apparaît qu'ici, et la place de cette paire n'est pas fermement établie, et se produit parfois avant et parfois après la quatrième paire d'Éons, l'Anthropos et l'Ekklesia. On ne peut pas se tromper grandement en soupçonnant que Valentin a été influencé par le prologue du l’Évangile de Jean (on retrouve aussi les noms probablement johanniques Monogenes et Parakletos dans la série des Eons).

### Sophia
Dans le Valentinianisme, Sophia est toujours absolument au centre du système et, dans un certain sens, elle semble représenter le principe féminin suprême.
Sophia est la plus jeune des Eons. Observant la multitude des Éons et le pouvoir de les engendrer, elle se précipite dans les profondeurs du Père et cherche à l'imiter en produisant une progéniture sans rapport conjugal, mais ne projette qu'un avortement, une substance sans forme. Sur ce, elle est chassée du Plérome et dans le substrat primordial de la matière. Dans les systèmes Valentiniens, la chute de Sophie apparaît sous une double forme. La Sophia supérieure reste encore dans le monde supérieur après avoir créé un trouble, et après son expiation et son repentir ; mais sa progéniture prématurée, Sophia Achamoth, est retirée du Plérôme et devient l'héroïne du reste du drame. Cette Sophia déchue devient une puissance créatrice mondiale.
Sophia Achamoth, ou « Sagesse inférieure », fille de la « Sagesse supérieure », devient la mère du Démiurge, identifié au Dieu de l'Ancien Testament.
Les Gnostiques sont les enfants de Sophia ; d'elle la graine céleste, l'étincelle divine, est descendue dans ce monde inférieur, soumise à l'Heimarmene (destin) et au pouvoir d'esprits et de puissances hostiles ; et tous leurs sacrements et mystères, leurs formules et symboles, doivent être là pour trouver le chemin vers le haut, vers le ciel le plus élevé. Cette idée selon laquelle les Gnostiques se savent dans un monde hostile et mauvais se reflète dans la conception de Sophia. Elle est également devenue un Eon déchu, qui s'est effondré dans le monde matériel et cherche à s'en libérer, recevant sa libération des mains d'un Rédempteur céleste, exactement comme les Gnostiques.
La déesse qui s'enfonce dans la matière peut facilement être identifiée avec Ruach (רוח), l'Esprit de Dieu, qui couve le Chaos, ou même avec Chokhmah (mot hébreux biblique voulant dire Sagesse) plus tardif, qui était généralement conçu comme un agent créateur du monde.
Ce système a été suivi de très près par Valentinus, qui a peut-être connu ces doctrines en Égypte. Irénée caractérise les Gnostiques comme se croyant pneumatiques, c'est-à-dire ceux qui ont exclusivement une connaissance parfaite de Dieu et ont été initiés aux mystères d'Achamoth.

### Anthropos
L'influence principale à l'œuvre ici semble avoir été l'idée de l'Anthropos céleste (c'est-à-dire l'Homme Primordial) dont le mythe raconte à l'origine qu'il a sombré dans la matière puis s'en est relevé, qui apparaît sous sa forme simple dans les systèmes gnostiques individuels, par exemple dans les Poimandres (dans le Corpus Hermeticum) et dans le manichéisme.
Selon Valentinus, l'Anthropos n'apparaît plus comme la puissance créatrice du monde s'enfonçant dans le monde matériel, mais comme un Eon céleste du monde supérieur (ou même comme le dieu suprême), qui se tient dans une relation clairement définie face à l'Aeon déchu.
Adam a été créé au nom d'Anthropos et intimide les démons par la peur de l'homme préexistant. Cet Anthropos est un élément cosmogonique, esprit pur par opposition à la matière, esprit conçu hypostatiquement comme émanant de Dieu et non encore obscurci par le contact avec la matière. Cet esprit est considéré comme la raison de l'humanité, ou l'humanité elle-même, comme une idée personnifiée, une catégorie sans corporéité, la raison humaine conçue comme l'Âme- Monde. Il est possible que le rôle de l'Anthropos soit ici transféré à Sophia Achamoth.
Il est également clair pourquoi l'Ekklesia apparaît avec l'Anthropos. A cela est associée la communauté des fidèles et des rachetés, qui doivent partager avec lui le même sort. La Gnose parfaite (et donc le corps entier des Gnostiques) est liée à l'Anthropos.

### Christ
A côté de Sophie se tient une divinité masculine rédemptrice. Dans le véritable système Valentinien, le Christ est le fils de la Sophie déchue, qui est ainsi conçue comme un individu. Sophie conçoit une passion pour le Premier Père lui-même, ou plutôt, sous prétexte d'amour, elle cherche à se rapprocher de l'inaccessible Bythos, l'Inconnaissable, et à comprendre sa grandeur. Elle engendre, par son désir de cet être supérieur, un Eon qui est plus élevé et plus pur qu'elle, et s'élève aussitôt dans les mondes célestes. Le Christ a pitié de la substance avortée née de Sophie et lui donne essence et forme, après quoi Sophie essaie de remonter vers le Père, mais en vain. Dans la figure énigmatique du Christ, nous retrouvons cachée la conception originelle de l'Homme Primordial, qui s'enfonce dans la matière mais ressuscite.
Dans le système ptoléméen pleinement développé, nous trouvons une conception apparentée, mais avec une légère différence. Ici, le Christ et Sophie apparaissent comme frère et sœur, le Christ représentant l'élément supérieur et Sophie l'élément inférieur. Lorsque ce monde est né de Sophia à la suite de sa passion, deux Eons, Nous (l'esprit) et Aletheia (la vérité), par ordre du Père, produisent deux nouveaux Eons, le Christ et le Saint-Esprit ; ceux-ci rétablissent l'ordre dans le Plérôme, et en conséquence tous les Eons combinent leurs meilleures et plus merveilleuses qualités pour produire un nouvel Eon (Jésus, Logos, Soter ou Christ), les « Prémices » qu'ils offrent au Père. Et cet Aeon rédempteur céleste entre maintenant dans un mariage avec l'Aeon déchu ; ils sont les « mariés ». Il est hardiment affirmé dans l'exposé du Philosophumena d'Hippolyte qu'ils produisent à eux deux 70 anges célestes.
Ce mythe peut être relié au Jésus historique de Nazareth en racontant en outre que le Christ, ayant été uni à la Sophie, descend dans le Jésus terrestre, le fils de Marie, lors de son baptême, et devient le Sauveur des hommes.

### Horos
Une figure tout à fait particulière au Gnosticisme Valentinien est celle d'Horos (le Limiteur). Le nom est peut-être un écho de l'Horus égyptien.
La tâche d'Horos est de séparer les Eons déchus du monde supérieur des Eons. En même temps, il devient une sorte de puissance créatrice du monde qui, à ce titre, contribue à construire un monde ordonné à partir de Sophia et de ses passions. Il est également appelé Stauros (croix), et l'on rencontre fréquemment des références à la figure de Stauros. Les spéculations sur les Stauros sont plus anciennes que le christianisme, et une conception platonicienne pourrait avoir été à l’œuvre ici. Platon avait déjà déclaré que l'Âme du Monde se révélait sous la forme de la lettre Chi (X), par laquelle il entendait cette figure décrite dans le ciel par les orbites croisées du soleil et de l'écliptique planétaire. Puisque par cette double orbite tous les mouvements des puissances célestes sont déterminés, ainsi tout « devenir » et toute vie en dépendent, et ainsi nous pouvons comprendre l'affirmation selon laquelle l'Ame du Monde apparaît sous la forme d'un X, ou d'une croix.
La croix peut aussi représenter l'Eon merveilleux dont dépend l'ordre et la vie du monde, et ainsi Horos-Stauros apparaît ici comme le premier rédempteur de Sophie de ses passions, et comme l'ordonnateur de la création du monde qui commence maintenant. Naturellement, la figure d’Horos-Stauros fut donc souvent assimilée à celle du Rédempteur chrétien. Nous trouvons peut-être des échos de cela dans l'Évangile Apocryphe de Pierre où la Croix elle-même est représentée comme parlant et même flottant hors du tombeau.

### Démiurge
Cette dérivation du monde matériel à partir des passions de la Sophie déchue est ensuite influencée par une théorie plus ancienne, qui occupait probablement une place importante dans le système principal de Valentinien. Selon cette théorie, le fils de Sophia, qu'elle forme sur le modèle du Christ disparu dans le Plérôme, devient le Démiurge qui, avec ses anges, apparaît désormais comme la puissance créatrice du monde réel.
Selon l’ancienne conception, il était un descendant méchant et malveillant de sa mère, qui avait déjà été privée de toute particule de lumière.
Dans les systèmes valentiniens, le Démiurge était le fruit d'une union de Sophia Achamoth avec la matière, et apparaît comme le fruit de la repentance et de la conversion de Sophia. Mais comme Achamoth elle-même n'était que la fille de Sophia, la dernière des trente Eons, le Démiurge était éloigné par de nombreuses émanations du Dieu Suprême. Le Démiurge, en créant ce monde à partir du Chaos, a été inconsciemment influencé vers le bien par le Christ ; et l'univers, à la surprise même de son Créateur, devint presque parfait. Le Démiurge regrettait même sa légère imperfection, et comme il se croyait le Dieu suprême, il tenta d'y remédier en envoyant un Messie. Mais à ce Messie était en réalité uni le Christ Sauveur, qui a racheté les hommes.

### Création de l'homme
A la doctrine de la création du monde est lié le sujet de la création de l'homme. Selon lui, les anges créateurs du monde créent l'Homme, mais la semence de l'esprit entre dans leur créature à leur insu, par l'intermédiaire d'un Eon céleste supérieur, et ils sont alors terrifiés par la faculté de parole par laquelle leur créature s'élève au-dessus d'eux et tente de les détruire.
Il est significatif que Valentin lui-même soit crédité d'avoir écrit un traité sur la triple nature de l'homme qui est représenté comme à la fois spirituel, psychique et matériel. Conformément à cela, apparaissent également trois classes d'hommes : les pneumatiques, les psychiques et les hyliques. Cette doctrine remonte au moins aussi loin que la République de Platon.
Les hyliques, purement matériels, retourneront à la grossièreté de la matière et seront finalement consumé par le feu.
Les psychiques, avec le Démiurge comme maître, entreront dans un état intermédiaire, ni paradis (Plérome) ni enfer (matière).
Les pneumatiques, purement spirituels, seront complètement libérés de l'influence du Démiurge et, avec le Sauveur et son épouse Achamoth, entreront dans le Plérôme dépouillés de corps et d'âme.
Cependant, l'opinion selon laquelle les personnes matérielles ou psychiques étaient désespérées n'est pas unanime. Certains ont soutenu à partir des sources existantes que les humains pourraient se réincarner dans l’un des trois temps, et qu’une personne matérielle ou psychique pourrait donc avoir la chance de renaître dans une vie future en tant que vie spirituelle.
On retrouve également des idées qui soulignent la distinction entre le soma psychikon et le soma pneumatikon :
La rédemption parfaite est la connaissance elle-même de la grandeur ineffable : car puisque le défaut est né de l'ignorance... tout le système issu de l'ignorance est dissous dans la gnose. La Gnose est donc la rédemption de l’homme intérieur ; et cela ne vient pas du corps, car le corps est corruptible ; elle n'est pas non plus psychique, car même l'âme est un produit du défaut et elle est un logement pour l'esprit (pneumatique (spirituel)) qui doit donc aussi être la rédemption elle-même. C'est donc par la Gnose que l'homme intérieur et spirituel est racheté : de sorte que la Gnose de l'être universel nous suffit : et c'est là la vraie rédemption.

### Sotériologie
Le salut n’est pas simplement la rédemption individuelle de chaque âme humaine ; c'est un processus cosmique. C'est le retour de toutes choses à ce qu'elles étaient avant que le défaut dans la sphère des Éons ne fasse naître la matière et emprisonne une partie de la Lumière Divine dans le maléfique Hyle (matière). Cette libération des étincelles de lumière est le processus de salut ; quand toute lumière aura quitté l’Hyle, elle sera brûlée et détruite.
Dans le Valentinianisme, le processus est extraordinairement élaboré, et nous trouvons ici développé avec une clarté particulière le mythe du mariage céleste. Ce mythe, comme nous le verrons plus en détail ci-dessous, et comme nous pouvons le mentionner ici, est d'une grande importance pour la piété pratique des Gnostiques Valentiniens. C'est l'idée principale de leurs pratiques pieuses est de répéter mystiquement l'expérience de cette union céleste du Sauveur avec Sophie. À cet égard, le mythe a donc connu un développement encore plus large. De même que le Sauveur est l'époux de Sophie, de même les anges célestes, qui apparaissent tantôt comme les fils du Sauveur et de Sophie, tantôt comme l'escorte du Sauveur, sont les mâles fiancés aux âmes des Gnostiques, qui sont regardées comme féminine. Ainsi, chaque Gnostique avait son homologue non déchu se tenant en présence de Dieu, et le but d'une vie pieuse était de réaliser et d'expérimenter cette union intérieure avec leur personnage abstrait céleste. Cela nous amène directement aux idées sacramentelles de cette branche du gnosticisme (voir ci-dessous). Et cela explique aussi l'expression utilisée par les Gnostiques, selon laquelle ils méditent toujours sur le secret de l'union céleste (la Syzygie).
"La consommation finale de toutes choses aura lieu lorsque tout ce qui est spirituel aura été formé et perfectionné par la gnose."

### Gnose
Le point central de la piété de Valentin semble avoir été cette contemplation mystique de Dieu. Dans une lettre conservée part Clément d'Alexandrie, il expose que l'âme de l'homme est comme une auberge habitée par de nombreux mauvais esprits, mais lorsque le Père, qui seul est bon, regarde en bas et autour de lui, alors l'âme est sanctifiée et repose en pleine lumière, et ainsi celui qui a un tel cœur doit être appelé heureux, car il verra Dieu.
Mais cette contemplation de Dieu, comme le déclare Valentin, suivant de près et délibérément les doctrines de l'Église et avec lui le compilateur de l'Évangile de Jean, s'accomplit à travers la révélation du Fils. Ce mystique discute également d'une vision qui est conservée dans les Philosophumena d'Hippolyte :
"Valentinus... avait vu un bébé récemment né ; et interrogeant (cet enfant), il se demanda de qui il s'agissait. Et (l'enfant) répondit en disant qu'il est lui-même le Logos, puis il joignit une sorte de légende tragique..."
Avec un enthousiasme céleste, Valentin examine et dépeint ici le monde céleste des Éons et ses liens avec le monde inférieur. Une joie exaltée du combat et un courage vaillant respirent dans le sermon dans lequel Valentin s'adresse aux fidèles :
Vous êtes dès le commencement immortels et enfants de la vie éternelle, et vous désirez partager la mort entre vous comme une proie, afin de la détruire et de l'anéantir complètement, afin qu'ainsi la mort meure en vous et à travers vous, car si vous dissolvez le monde, et que vous n'êtes pas vous-mêmes dissous, alors vous êtes les seigneurs de la création et de tout ce qui passe.

### Sacrements
Les autorités pour les pratiques sacramentelles des Valentiniens sont conservées surtout dans les récits des Marcosiens (secte gnostique) donnés dans Irénée I. 13 et 20, et dans la dernière section de l'Excerpta ex Theodoto de Clément d’Alexandrie.
Dans presque toutes les prières sacramentelles des Gnostiques que nous a transmises Irénée, la Mère est l'objet de l'invocation. Il y a en outre diverses figures dans le système pleinement développé des Valentiniens qui sont dans l'esprit du Gnostique lorsqu'il invoque la Mère ; tantôt c'est Achamoth déchu, tantôt la Sophia supérieure résidant dans le monde céleste, tantôt Aletheia, l'épouse du Père céleste suprême, mais c'est toujours la même idée, c’est sur cette Mère que se fixe la foi des Gnostiques. Ainsi, une confession de foi baptismale des Gnostiques dit :
"Au nom du Père inconnu de tous, par Aletheia, la Mère de tous, par le nom qui est descendu sur Jésus".
En revanche, une réaction s'est produite ici et là contre les rites sacramentels. Une piété pure, s'élevant au-dessus du simple sacramentalisme respire dans les paroles des Gnostiques conservées dans Excerpta ex Theodoto, 78.2 :
"Mais ce n'est pas seulement le baptême qui nous libère, mais la connaissance (gnose) : qui nous étions, ce que nous sommes devenus, où nous étions, où nous avons sombré, où nous nous hâtons, d'où nous sommes rachetés, qu'est-ce que la naissance et quelle renaissance".

### Chambre nuptiale
Le sacrement principal des Valentiniens semble avoir été celui de la chambre nuptiale (nymphon). L'Évangile de Philippe, un texte probable de Valentinien, se lit comme suit :
Il y avait trois bâtiments spécialement destinés au sacrifice à Jérusalem. Celui qui fait face à l'ouest était appelé « Le Saint ». Une autre, orientée vers le sud, était appelée « Le Saint du Saint ». Le troisième, orienté vers l'est, était appelé « Le Saint des Saints », lieu où seul entre le grand prêtre. Le baptême est « le Saint » édifice. La Rédemption est le « Saint du Saint ». La chambre nuptiale est « Le Saint des Saints ». Le baptême inclut la résurrection et la rédemption ; la rédemption (a lieu) dans la chambre nuptiale.
De même que Sophia était unie au Sauveur, son époux, de même les fidèles feraient l'expérience d'une union avec leur ange dans le Plérôme (le « Soi Supérieur » ou « Saint Ange Gardien »). Le rituel de ce sacrement est brièvement indiqué : « Quelques-uns d'entre eux préparent une chambre nuptiale et y accomplissent une forme de consécration, employant certaines formules fixes, qui sont répétées sur la personne à initier, et affirmant qu'un mariage spirituel est à exécuter selon le modèle de la Syzygie supérieure. Par un heureux hasard, une formule liturgique qui était utilisée lors de ce sacrement semble avoir été conservée, bien que sous une forme déformée et dans un tout autre contexte :
Je te conférerai ma faveur, car le père de tous voit ton ange toujours devant sa face... nous devons maintenant devenir un ; recevez maintenant cette grâce de moi et à travers moi ; pare-toi comme une épouse qui attend son époux, afin que tu deviennes comme moi, et moi comme tu es. Que la graine de lumière descende dans ta chambre nuptiale ; reçois l'époux et cède-lui la place, et ouvre tes bras pour l'embrasser. Voici, la grâce est descendue sur toi.
D'autres caractéristiques clés de la doctrine de la Chambre nuptiale comprenaient l'utilisation de miroirs dans le décor et l'idée que ceux qui avaient participé aux rituels pourraient engendrer des enfants dans le monde à venir.

### Apolytrose
En plus de cela, les Gnostiques pratiquaient déjà le baptême, utilisant la même forme dans tous les points essentiels que celle de l'Église chrétienne. Le nom donné au baptême, au moins parmi certains corps, était apolytrose (libération) ; les formules baptismales ont été évoquées plus haut.
Les Gnostiques sont baptisés du nom mystérieux qui serait également descendu sur Jésus lors de son baptême. Les anges des Gnostiques ont également dû être baptisés de ce nom, afin d'opérer la rédemption pour eux-mêmes et pour les âmes qui leur appartiennent.
Dans les formules baptismales, le nom sacré du Rédempteur est mentionné à maintes reprises. Dans l'une des formules apparaissent les mots : « Je voudrais jouir de ton nom, Sauveur de la Vérité ». La formule finale de la cérémonie du baptême est : « Paix sur tous ceux sur qui repose le Nom ». Ce nom prononcé au baptême sur les fidèles a avant tout la signification qu'il protégera l'âme dans son ascension à travers les cieux, la conduira en toute sécurité à travers toutes les puissances hostiles jusqu'aux cieux inférieurs et lui procurera l'accès à Horos, qui effraie les âmes inférieures par son mot magique. Et pour cette vie aussi, le baptême, en conséquence de la prononciation du nom protecteur sur le baptisé, accomplit sa libération des puissances démoniaques inférieures. Avant le baptême, l'Heimarmene (la destinée, l’inéluctable) est suprême, mais après le baptême, l'âme en est libérée.
Selon Jorunn J. Buckley, une formule baptismale mandéenne a été adoptée par les gnostiques Valentiniens à Rome et à Alexandrie au IIe siècle de notre ère. 

### Le voyage de la Mort
Au baptême était également liée l'onction avec de l'huile, et par conséquent nous pouvons également comprendre le sacrement de mort se produisant chez certains Valentiniens consistant en une onction avec un mélange d'huile et d'eau. Ce sacrement de mort a naturellement pour objet exprès d'assurer à l'âme le chemin vers le ciel le plus élevé "afin que l'âme soit intangible et invisible aux puissances supérieures".
A ce propos, nous trouvons aussi quelques formules qui sont confiées aux fidèles, afin que leur âme les prononce au cours de leur voyage vers le haut. L'une de ces formules s'exécute :
Je suis un fils du Père, le Père qui a eu une préexistence, et un fils en Celui qui est préexistant. Je suis parvenu à contempler toutes choses, à la fois celles qui m'appartiennent et celles des autres, bien qu'à proprement parler, elles n'appartiennent pas aux autres, mais à Achamoth, qui est de nature féminine, et qui a fait ces choses pour elle-même. Car je tire mon être de Celui qui est préexistant, et je reviens au lieu d'où je suis parti...
Une autre formule est annexée, dans laquelle il y a une distinction dans l'invocation entre la Sophia supérieure et la Sophia inférieure. Une autre prière du même style se trouve dans Irénée I.13, et il est expressément déclaré qu'après la prière prononcée, la Mère jette le casque homérique (le Tarnhelm) sur l'âme fidèle, et la rend ainsi invisible aux puissances qui l'entourent et l'attaquent.

## Relation avec l'Eglise
La distinction entre le Sauveur humain et divin était un point de discorde majeur entre les Valentiniens et l'Église. Valentin a séparé le Christ en trois figures
- Le spirituel
- Le psychique
- Le matériel

Chacune des trois figures du Christ avait sa propre signification et son propre but. Ils reconnaissaient que le Christ avait souffert et était mort, mais croyaient que « dans son incarnation, le Christ a transcendé la nature humaine afin de pouvoir vaincre la mort par la puissance divine ».
Ces croyances sont ce qui a amené Irénée à dire des Valentiniens : « Certes, ils confessent avec leur langue l'unique Jésus-Christ, mais dans leur esprit ils le divisent ». Dans un passage du récit d'Irénée, il est dit directement que le Rédempteur a assumé un corps psychique pour racheter le psychique, car le spirituel appartient déjà par nature au monde céleste et n'exige plus aucune rédemption historique, tandis que le matériel est incapable de rédemption, car « la chair et le sang ne peuvent hériter du royaume de Dieu ; la corruption n'hérite pas non plus de l'incorruption ».
De nombreuses traditions et pratiques valentiniennes se heurtaient également à celles de l’Église. Ils se réunissaient souvent lors de rassemblements non autorisés et rejetaient l’autorité ecclésiastique, convaincus qu’ils étaient tous égaux. Les membres du mouvement administraient à tour de rôle les sacrements et prêchaient. Chez les Valentiniens, les femmes étaient considérées comme égales, ou du moins presque égales aux hommes. Il y avait des femmes prophètes, enseignantes, guérisseuses, évangélistes et même prêtres, ce qui était très différent de la vision que l'Église avait des femmes à l'époque. Les Valentiniens occupaient des emplois normaux, se mariaient et élevaient des enfants tout comme les chrétiens ; cependant, ils considéraient ces recherches comme étant moins importantes que la gnose, qui devait être réalisée individuellement. Les croyances des Valentiniens étaient beaucoup plus orientées vers l'individu que vers le groupe, et le salut n'était pas considéré comme universel, comme c'était le cas dans l'Église.
Les principaux désaccords entre les Valentiniens et l'Église résidaient dans l'idée :
- Que Dieu et le Créateur étaient deux entités distinctes, l'idée que le Créateur était imparfait et avait formé l'homme et la Terre à partir de l'ignorance et de la confusion
- Qu’il y a une différence entre la forme humaine et divine du Christ

Les autorités ecclésiastiques pensaient que la théologie valentinienne était « une manière méchamment casuiste de renverser leur autorité et de menacer ainsi l'ordre ecclésiastique d'anarchie ». Les pratiques et les rituels des Valentiniens étaient également différents de ceux de l'Église chrétienne, cependant, ils se considéraient comme chrétiens et non comme païens ou hérétiques. En se qualifiant de chrétiens, ils ont aggravé leurs relations avec l’Église qui les considérait non seulement comme des hérétiques, mais aussi comme des rivaux.
Bien que les Valentiniens professaient publiquement leur foi en un Dieu unique, « lors de leurs propres réunions privées, ils insistaient sur la distinction entre l'image populaire de Dieu, en tant que maître, roi, seigneur, créateur et juge, et ce que cette image représentait : Dieu compris comme le source ultime de tout être ».
Mis à part les pères de l'Église, cependant, « la majorité des chrétiens ne reconnaissaient pas les disciples de Valentin comme hérétiques. La plupart ne pouvaient pas faire la différence entre l'enseignement Valentinien et l'enseignement orthodoxe ». Cela était en partie dû au fait que Valentinus a utilisé de nombreux livres qui appartiennent maintenant à l'Ancien et au Nouveau Testament comme base d'interprétation dans ses propres écrits. Il a basé son travail sur le canon chrétien proto-orthodoxe plutôt que sur les écritures gnostiques, et son style était similaire à celui des premiers ouvrages chrétiens. De cette manière, Valentin a tenté de combler le fossé entre la religion gnostique et le catholicisme primitif. En tentant de combler cet écart, cependant, Valentinus et ses partisans sont devenus les proverbiaux loups déguisés en mouton. "L'apparente similitude avec l'enseignement orthodoxe n'a fait que rendre cette hérésie plus dangereuse, comme un poison déguisé en lait." Le Gnosticisme Valentinien était « la forme d’enseignement gnostique la plus influente et la plus sophistiquée, et de loin la plus menaçante pour l’Église ».
Le christianisme primitif a été décrit comme « un réseau complexe de partis individuels, de groupes, de sectes ou de dénominations ». Cette incohérence a fait des sectes gnostiques telles que le Valentinianisme une menace pour la secte proto-orthodoxe.

## Textes
Les œuvres valentiniennes sont nommées en référence à l'évêque et professeur Valentinius. Vers 153 apr. J.-C., Valentinius développa une cosmologie complexe en dehors de la tradition séthienne. À un moment donné, il était sur le point d'être nommé évêque de Rome de ce qui est aujourd'hui l’Église catholique romaine. Les œuvres attribuées à son école sont listées ci-dessous, et les pièces fragmentaires qui lui sont directement liées sont signalées par un astérisque (titres traduits depuis l’anglais) :
- La Parole Divine présente chez l'Enfant (Fragment A)*
- Sur les Trois Natures (Fragment B)*
- Faculté de parole d'Adam (Fragment C) *
- À Agathopous : Le système digestif de Jésus (Fragment D) *
- Annihilation du Royaume de la Mort (Fragment F) *
- Sur les amis : la source de la sagesse commune (Fragment G) *
- Épître sur les pièces jointes (Fragment H) *
- Récolte d'été *
- L'Évangile de la Vérité *
- La version de Ptolémée du mythe gnostique
- Prière de l'Apôtre Paul
- Épître de Ptolémée à Flore
- Traité sur la Résurrection (Épître à Rheginus)
- Évangile de Philippe
- Pistis Sophia
- Une exposition valentinienne

## En résumé
La gnose valentinienne est une tradition ésotérique et mystique qui trouve ses racines dans les enseignements du penseur chrétien gnostique Valentinus, qui a vécu au IIe siècle de notre ère. Voici un résumé succinct de la gnose valentinienne :
- Dualité cosmique : La gnose valentinienne postule l'existence d'une dualité fondamentale entre le divin immatériel (le Plérôme) et le monde matériel imparfait. Cette dualité est souvent représentée par l'opposition entre la lumière et les ténèbres, le spirituel et le matériel.
- Le Plérôme : Le Plérôme est le royaume divin et parfait, une plénitude de lumière et de perfection. Il est le foyer de divinités émanées appelées éons, qui sont des émanations ou des aspects du divin.
- Émanations divines (Éons) : Les éons sont des entités spirituelles qui émanent du Plérôme. Ils forment une hiérarchie divine, chacun représentant une qualité ou une émanation particulière du divin. Certains éons sont associés à des figures bibliques, comme Jésus et Sophia.
- La chute et la rédemption : Selon la gnose valentinienne, la création matérielle est le résultat d'une dégradation ou d'une chute depuis le Plérôme. L'humanité est vue comme une étincelle divine emprisonnée dans la matière, et le chemin de la rédemption implique la connaissance (gnose) de sa véritable nature et le retour au divin.
- Jésus comme sauveur : Jésus est souvent interprété dans la gnose valentinienne comme une émanation divine envoyée pour révéler la connaissance salvatrice permettant aux âmes humaines de retourner au Plérôme. Sa mission est de libérer les âmes de leur captivité matérielle.
- La Sophia : Sophia, souvent représentée comme une émanation féminine du divin, joue un rôle crucial dans la création et la chute. Son histoire est parfois interprétée comme une descente dans la matière, suivie d'une quête de rédemption.
- L'importance de la gnose : Dans la gnose valentinienne, la connaissance mystique (gnose) est cruciale pour la libération spirituelle. C'est la compréhension profonde de sa propre nature divine et la réalisation de la connexion avec le divin qui mènent à la rédemption.

La gnose valentinienne offre une perspective complexe et mystique sur la relation entre le divin et le matériel, mettant l'accent sur la connaissance intérieure comme clé de la libération spirituelle.